# Jump Force
Jump Force é um jogo eletrônico de luta desenvolvido pela Spike Chunsoft e publicado pela Bandai Namco Entertainment apresentando vários personagens de séries de mangá da Weekly Shōnen Jump. Foi lançado em 15 de fevereiro de 2019 para Microsoft Windows, PlayStation 4 e Xbox One.

## Jogabilidade
Jump Force é um jogo de luta de equipas 3 a 3, apresentando personagens de várias mangás e séries de anime da linha de revistas Weekly Shōnen Jump.

### Personagens
Até agora, 40 personagens de 15 séries foram confirmados como jogáveis, incluindo o Avatar que pode ser criado pelo jogador.
| Bleach | Dragon Ball                                                                                    | Hunter × Hunter                                                                      | Naruto | One Piece                                                                                                  | Saint Seiya                          | Yu Yu Hakusho                    | Yu-Gi-Oh!                 | Rurouni Kenshin                   | Hokuto no Ken | City Hunter | Black Clover | Boku no Hero Academia                                    | Jojo's Bizarre Adventure | Dragon Quest: Dai no Daibōken |
| --- | ---------------------------------------------------------------------------------------------- | ------------------------------------------------------------------------------------ | --- | --- | ------------------------------------ | -------------------------------- | ------------------------- | --------------------------------- | ------------- | ----------- | ------------ | -------------------------------------------------------- | ------------------------ | ----------------------------- |
| - Ichigo Kurosaki - Rukia Kuchiki - Sōsuke Aizen - Renji Abarai - Grimmjow Jaegerjaquez - Toshiro Hitsugaya | - Son Goku - Vegeta - Frieza - Piccolo (Dragon Ball) - Cell (Dragon Ball) - Trunks - Majin Boo | - Gon Freecss - Killua Zoldyck - Kurapika - Biscuit Krueguer - Hisoka Morow - Meruem | - Naruto Uzumaki - Sasuke Uchiha - Kakashi Hatake - Gaara - Kaguya Ootsutsuki - Boruto Uzumaki - Madara Uchiha | - Monkey D. Luffy - Roronoa Zoro - Vinsmoke Sanji - Sabo - Marshall D. Teach - Boa Hancock - Tralfagar Law | - Seiya de Pégaso - Shiryu de Dragão | - Yusuke Urameshi Younger Toguro | - Yugi Mutou - Seto Kaiba | - Kenshin Himura - Makoto Shishio | Kenshiro      | Ryo Saeba   | Asta         | Izuku Midoriya All Might Katsuki Bakugou Shouto Todoroki | Jotaro Kujo DIO          | Dai                           |

Além disso, Light Yagami e Ryuk de Death Note irão aparecer no modo história do jogo, com alguns personagens originais desenhados por Akira Toriyama.

## Enredo
Quando o mundo real colide com o universo Shōnen Jump, muitos heróis se juntam para lutar contra quem está causando esse fenômeno.

## Desenvolvimento
Jump Force foi desenvolvido pela Spike Chunsoft e publicado pela Bandai Namco. Ele começou a ser desenvolvido para comemorar o aniversário de 50 anos da Weekly Shōnen Jump. O jogo foi desenvolvido com a Unreal Engine 4. Jump Force foi anunciado na E3 2018 durante a conferência da Microsoft e foi lançado mundialmente em 15 de fevereiro de 2019 para Microsoft Windows, PlayStation 4 e Xbox One.